# Резня князей

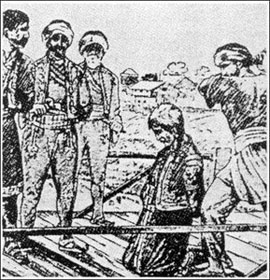
Резня князей

Резня князей (серб. Сеча кнезова) — массовое убийство 70 видных сербов янычарами, что стало поводом к началу Первого сербского восстания.
В 1801 году власть в Белградском пашалыке захватили четверо командиров янычар (дахий). Они разделили пашалык на четыре части, разоряли население налогами и поборами, усилили эксплуатацию крестьянства, разрушали торговые связи, что вызвало резкое неприятие среди сербского населения. В условиях власти дахий сербы начали готовить восстание против них.
Во время тайной подготовки к восстанию сербы отправляли представителей в приграничные города Австрийской империи для покупки пороха и свинца. Когда обер-кнез Валевской нахии Алекса Ненадович попробовал заручиться помощью Австрийской империи, командиры янычар решили упредить возможное восстание сербов, перебив сербских старейшин и представителей духовенства. Во второй половине января 1804 года начались аресты и казни видных сербов. Среди убитых янычарами были Алекса Ненадович, Илия Бирчанин, Марко Чарапич, Хаджи Рувим и другие, всего более 70 человек.
Эти события стали поводом для восстания, решение о котором было принято 15 февраля 1804 в селе Орашац. Его вождем был выбран Карагеоргий, ветеран австрийского фрайкора и опытный воин. Восстание началось почти одновременно по всему Белградскому пашалыку. Благодаря своему значению в сербской истории, оно также известно как «Сербская революция».